# Danh sách trò chơi Game Boy Advance bán chạy nhất
Đây là một danh sách chưa hoàn tất, và có thể sẽ không bao giờ thỏa mãn yêu cầu hoàn tất. Bạn có thể đóng góp bằng cách mở rộng nó bằng các thông tin đáng tin cậy.

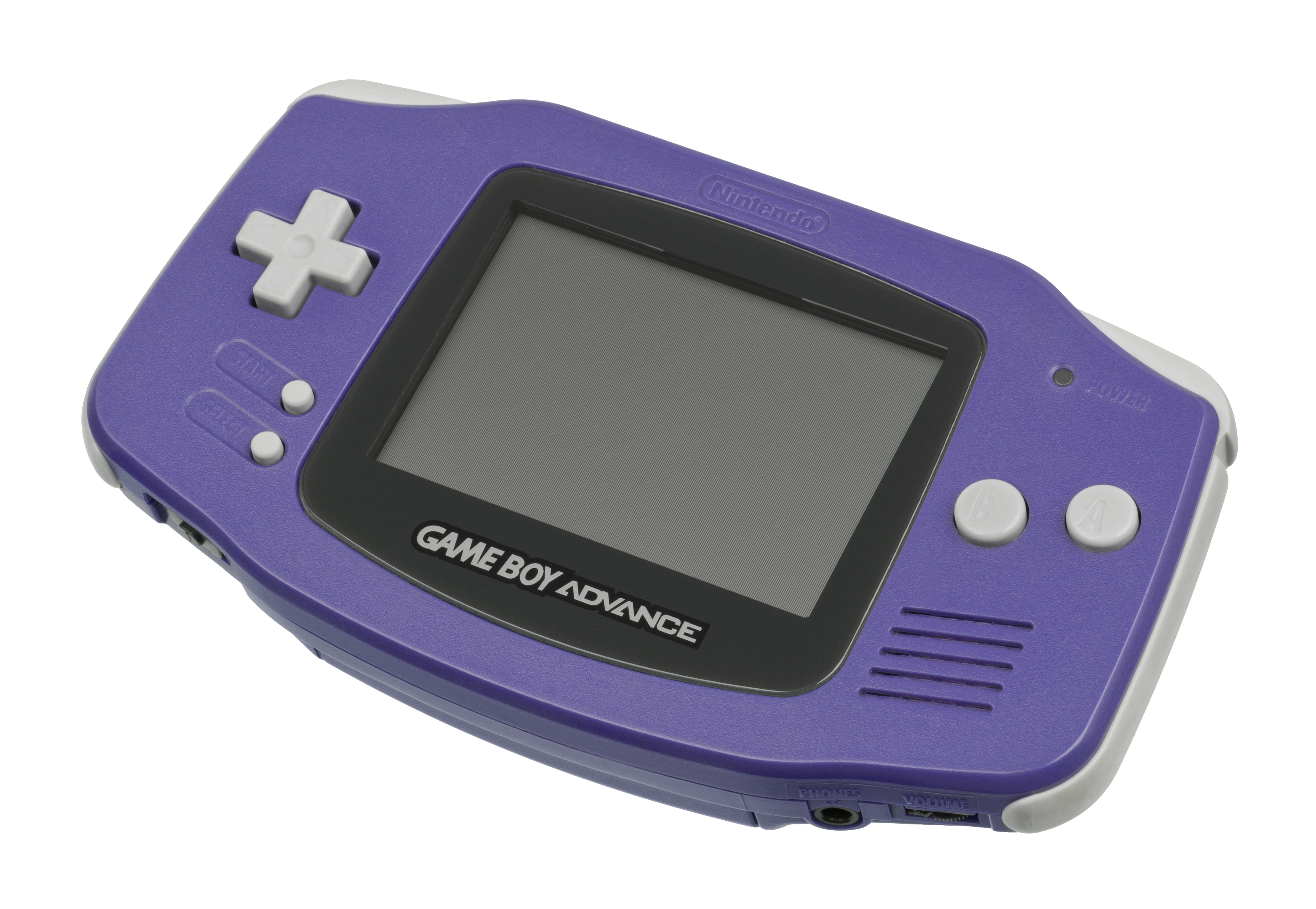
Game Boy Advance

Đây là danh sách các trò chơi điện tử dành cho máy chơi trò chơi điện tử cầm tay Game Boy Advance đã bán hoặc xuất xưởng ít nhất một triệu bản. Các trò chơi bán chạy nhất trên Game Boy Advance là Pokémon Ruby và Sapphire, phát hành lần đầu tại Nhật Bản ngày 21 tháng 11 năm 2002 với hơn 16 triệu bản trên toàn thế giới. Pokémon FireRed và LeafGreen, các bản làm lại nâng cao của các trò chơi gốc là Pokémon Red, Green và Blue, là những trò chơi bán chạy thứ hai trên nền tảng với doanh số vượt quá 12 triệu đơn vị kết hợp. Pokémon Emerald, phiên bản nâng cao của Ruby và Sapphire, đứng thứ ba về doanh số hơn 7 triệu đơn vị. Năm trò chơi hàng đầu tiếp theo là Mario Kart: Super Circuit và Super Mario World: Super Mario Advance 2, mỗi trò chơi đã bán được hơn 5,5 triệu đơn vị.
Có tổng cộng 40 trò chơi Game Boy Advance trong danh sách này được xác nhận là đã bán hoặc vận chuyển ít nhất một triệu đơn vị. Trong số này, 11 trò chơi được phát triển bởi các bộ phận phát triển nội bộ của Nintendo. Các nhà phát triển khác có nhiều trò chơi bán được hàng triệu bản nhất bao gồm Game Freak với ba trò chơi và HAL Laboratory, Intelligent Systems và Flagship, với hai trò chơi mỗi trò chơi trong danh sách 40. Trong số 40 trò chơi trong danh sách này, 31 trò chơi đã được Nintendo xuất bản ở một hoặc nhiều khu vực. Các nhà xuất bản khác có nhiều trò chơi bán được hàng triệu bản bao gồm The Pokémon Company với năm trò chơi, THQ với ba trò chơi và Konami và Namco với hai trò chơi mỗi công ty. Các loạt phổ biến nhất trên Game Boy Advance bao gồm Pokémon (hơn 39 triệu đơn vị kết hợp) và Super Mario (16,69 triệu kết hợp).

## Danh sách
| † | Trò chơi đi kèm với Game Boy Advance trong suốt thời gian tồn tại của nó |

| Trò chơi                                                   | (Các) nhà phát triển             | (Các) nhà xuất bản                    | Ngày phát hành       | Doanh thu  | Tk                 |
| ---------------------------------------------------------- | -------------------------------- | ------------------------------------- | -------------------- | ---------- | ------------------ |
| Pokémon Ruby và Sapphire                                   | Game Freak                       | The Pokémon Company Nintendo          | 21 tháng 11 năm 2002 | 16,220,000 | [ 1 ]              |
| Pokémon FireRed và LeafGreen                               | Game Freak                       | The Pokémon Company Nintendo          | 24 tháng 1 năm 2004  | 12,000,000 | [ 1 ]              |
| Pokémon Emerald                                            | Game Freak                       | The Pokémon Company Nintendo          | 16 tháng 9 năm 2004  | 7,060,000  | [ 4 ]              |
| Mario Kart: Super Circuit                                  | Intelligent Systems              | Nintendo                              | 21 tháng 7 năm 2001  | 5,910,000  | [ 3 ]              |
| Super Mario World: Super Mario Advance 2                   | Nintendo R&D2                    | Nintendo                              | 14 tháng 12 năm 2001 | 5,690,000  | [ 3 ]              |
| Super Mario Advance                                        | Nintendo R&D2                    | Nintendo                              | 21 tháng 3 năm 2001  | 5,570,000  | [ 5 ]              |
| Super Mario Advance 4: Super Mario Bros. 3 †               | Nintendo R&D2                    | Nintendo                              | 11 tháng 7 năm 2003  | 5,430,000  | [ 5 ]              |
| Namco Museum                                               | Mass Media Games                 | Namco                                 | 11 tháng 6 năm 2001  | 2,960,000  | [ 6 ]              |
| Pac-Man Collection                                         | Mass Media Games                 | Namco                                 | 12 tháng 7 năm 2001  | 2,940,000  | [ 7 ]              |
| Yoshi's Island: Super Mario Advance 3                      | Nintendo R&D2                    | Nintendo                              | 23 tháng 9 năm 2002  | 2,830,000  | [ 5 ]              |
| The Legend of Zelda: A Link to the Past                    | Nintendo EAD Flagship            | Nintendo                              | 2 tháng 12 năm 2002  | 2,820,000  | [ 5 ]              |
| Pokémon Mystery Dungeon: Red Rescue Team                   | Chunsoft                         | The Pokémon Company Nintendo          | 17 tháng 11 năm 2005 | 2,360,000  | [ 5 ]              |
| NES Classics Series: Super Mario Bros.                     | Nintendo EAD                     | Nintendo                              | 14 tháng 2 năm 2004  | 2,270,000  | [ 5 ]              |
| Wario Land 4                                               | Nintendo R&D1                    | Nintendo                              | 21 tháng 8 năm 2001  | 2,200,000  | [ 5 ]              |
| Mario & Luigi: Superstar Saga                              | AlphaDream                       | Nintendo                              | 17 tháng 11 năm 2003 | 2,150,000  | [ 5 ]              |
| Kirby: Nightmare in Dream Land                             | HAL Laboratory                   | Nintendo                              | 25 tháng 10 năm 2002 | 2,100,000  | [ 5 ]              |
| Finding Nemo                                               | Vicarious Visions                | THQ                                   | 10 tháng 5 năm 2003  | 1,840,000  | [ 6 ] [ 8 ] [ 9 ]  |
| Donkey Kong Country                                        | Rare                             | Nintendo                              | 6 tháng 6 năm 2003   | 1,820,000  | [ 5 ]              |
| The Legend of Zelda: The Minish Cap                        | Flagship                         | Nintendo                              | 4 tháng 11 năm 2004  | 1,760,000  | [ 5 ]              |
| Yu-Gi-Oh! The Eternal Duelist Soul                         | Konami                           | Konami                                | 5 tháng 7 năm 2001   | 1,710,534  | [ c ]              |
| Golden Sun                                                 | Camelot Software Planning        | Nintendo                              | 1 tháng 8 năm 2001   | 1,650,000  | [ 5 ]              |
| Final Fantasy Tactics Advance                              | Square                           | - JP: Square - WW: Nintendo           | 14 tháng 2 năm 2003  | 1,621,000  | [ 5 ] [ 8 ]        |
| Metroid Fusion                                             | Nintendo R&D1                    | Nintendo                              | 17 tháng 11 năm 2002 | 1,600,000  | [ 5 ]              |
| Kingdom Hearts: Chain of Memories                          | Square Enix Jupiter              | Square Enix                           | 11 tháng 11 năm 2004 | 1,542,000  | [ 6 ] [ 8 ]        |
| Sonic Advance                                              | Dimps Sonic Team                 | - JP: Sega - NA: THQ - EU: Infogrames | 20 tháng 12 năm 2001 | 1,515,000  | [ 6 ] [ 8 ] [ 12 ] |
| Kirby & the Amazing Mirror                                 | HAL Laboratory Flagship [ d ]    | Nintendo                              | 15 tháng 4 năm 2004  | 1,470,000  | [ 5 ]              |
| Yu-Gi-Oh! Worldwide Edition: Stairway to the Destined Duel | Konami                           | Konami                                | 15 tháng 4 năm 2003  | 1,460,000  | [ 13 ]             |
| Dragon Ball Z: The Legacy of Goku                          | Webfoot Technologies             | Infogrames                            | 14 tháng 5 năm 2002  | 1,400,000  | [ 6 ]              |
| Mario vs. Donkey Kong                                      | Nintendo Software Technology     | Nintendo                              | 24 tháng 5 năm 2004  | 1,370,000  | [ 5 ]              |
| Pokémon Pinball: Ruby & Sapphire                           | Jupiter                          | The Pokémon Company Nintendo          | 1 tháng 8 năm 2003   | 1,370,000  | [ 5 ]              |
| The Incredibles                                            | Helixe                           | THQ                                   | 1 tháng 11 năm 2004  | 1,366,000  | [ 6 ] [ 8 ] [ 9 ]  |
| Mega Man Battle Network 4: Red Sun and Blue Moon           | Capcom Production Studio 2       | Capcom                                | 14 tháng 12 năm 2003 | 1,350,000  | [ 14 ]             |
| Frogger's Adventures: Temple of the Frog                   | Konami Software Shanghai         | Konami                                | 23 tháng 11 năm 2001 | 1,310,000  | [ 6 ]              |
| Harry Potter and the Chamber of Secrets                    | Eurocom                          | Electronic Arts                       | 5 tháng 11 năm 2002  | 1,200,000  | [ 6 ] [ 12 ]       |
| Disney Princess                                            | Vicarious Visions                | THQ                                   | 2 tháng 4 năm 2003   | 1,170,000  | [ 6 ] [ 12 ]       |
| Golden Sun: The Lost Age                                   | Camelot Software Planning        | Nintendo                              | 28 tháng 6 năm 2002  | 1,120,000  | [ 5 ]              |
| WarioWare, Inc.: Mega Microgames!                          | Nintendo R&D1                    | Nintendo                              | 21 tháng 3 năm 2003  | 1,100,000  | [ 5 ]              |
| F-Zero: Maximum Velocity                                   | NDcube                           | Nintendo                              | 21 tháng 3 năm 2001  | 1,050,000  | [ 5 ]              |
| Donkey Kong Country 2                                      | Rare                             | Nintendo                              | 25 tháng 6 năm 2004  | 1,020,000  | [ 5 ]              |
| Sonic Advance 2                                            | Dimps Sonic Team                 | - JP: Sega - NA: THQ - EU: Infogrames | 19 tháng 12 năm 2002 | 1,016,541  | [ 5 ]              |
| Spyro: Season of Ice                                       | Digital Eclipse                  | Universal Interactive Studios         | 29 tháng 10 năm 2001 | 1,000,000  | [ 11 ]             |
| WarioWare: Twisted!                                        | Nintendo SPD Intelligent Systems | Nintendo                              | 14 tháng 10 năm 2004 | 1,000,000  | [ 15 ]             |